# Овчаренко Віталій Віталійович
Віта́лій Віта́лійович Овчаре́нко — солдат Збройних сил України, учасник російсько-української війни.

## З життєпису
Санітар 1-го відділення 2-го взводу оперативного призначення 3-ї роти оперативного призначення 1-го батальйону оперативного призначення ОЗСП «Азов».
04.03.2022, під час виконання бойового завдання зазнав поранення.

## Нагороди
- орден «За мужність» III ступеня (2022, посмертно) — за особисту мужність і самовіддані дії, виявлені у захисті державного суверенітету та територіальної цілісності України, вірність військовій присязі, зразкове виконання службового обов'язку.